# Roca de Guilla
El Roca de Guilla és una muntanya de 284 metres que es troba entre els municipis de Santa Susanna i de Tordera, a la comarca del Maresme.